# Kouris (vattendrag i Cypern)
Kouris är ett vattendrag i Cypern.   Det ligger i distriktet Eparchía Páfou, i den sydvästra delen av landet, 80 km sydväst om huvudstaden Nicosia. Kouris ligger på ön Cypern.